# Muzillac
Muzillac (bret. Muzilheg) – miejscowość i gmina we Francji, w regionie Bretania, w departamencie Morbihan.
Według danych na rok 1990 gminę zamieszkiwało 3471 osób, a gęstość zaludnienia wynosiła 88 osób/km² (wśród 1269 gmin Bretanii Muzillac plasuje się na 142. miejscu pod względem liczby ludności, natomiast pod względem powierzchni na miejscu 154.).